# Districtul Nong Ya Sai
Nong Ya Sai (în thailandeză หนองหญ้าไซ) este un district (Amphoe) din provincia Suphanburi, Thailanda, cu o populație de 49.272 de locuitori și o suprafață de 420,2 km².